# 法夏
法夏（義大利語：Fascia），是意大利热那亚省的一个市镇。总面积11.49平方公里，人口106人，人口密度9.2人/平方公里（2009年）。ISTAT代码为010022。